# Claudio Rivera Macías
Claudio Rivera Macías (Alguaire, 5 marzo 1893 – Madrid, 6 agosto 1971) è stato un generale spagnolo, decorato con la Croce Laureata dell'Ordine di San Ferdinando per essersi distinto durante il corso della guerra del Rif. Sposato con Olga Alma de Torrontegui y Arriaga, la coppia ebbe tre figli Félix Jesús, Claudio e Mariano, di cui due, Mariano e Claudio, intrapresero la carriera militare..

## Biografia
Nacque a Alguaire, Lerida, il 5 maggio 1893, figlio di Tomás Rivera Gamboa, tenente della Guardia Civil, e María Macías Martín. Entrò nell'esercito nel 1909 come allievo della banda del Reggimento di Toledo, nel quale negli anni successivi ottenne i gradi di secondo caporale, primo caporale e secondo sergente. Nel 1919 studiò presso la Scuola Preparatoria Militare di Burgos, e l'anno successivo ottenne un posto come allievo presso l'Accademia di Fanteria di Toledo. Nel 1923 fu promosso al grado di sottotenente e assegnato al Reggimento di Ceriñola, a Melilla, passando mesi dopo al Gruppo delle Forze Indigene Regolari di Alhucemas, nelle cui file combatté nel 1924 a Buhafora, Tizzi Aza, Azib de Midar, Issen-Lahssen, Uad Lau, Koba Darsa, Monte Conico e Massiccio del Gorgues; nell'ultima di queste azioni rimase ferito al petto e rifiutò di essere evacuato. Giorni dopo fu nuovamente ferito, questa volta gravemente, per cui dovette essere ricoverato in ospedale. Il suo comportamento in combattimento nel mese di dicembre gli valse la promozione a tenente per meriti di guerra. Nel 1925 prese parte allo sbarco ad Alhucemas e alle operazioni successive. Una volta completata la prima fase delle operazioni concordate alla conferenza di Uazan nel maggio 1926, le azioni furono dirette verso ovest per conquistare il massiccio dello Yeben Hamman. Il 29 maggio le truppe spagnole avanzarono sulla Cabilia di Bocoia, e la colonna del generale González Carrasco, di cui facevano parte il Grupo de Fuerzas Regulares Indígenas de Infantería Alhucemas nº 5, sostennero duri combattimenti nel Zoco e a Had de Tizar, dove resisteva un folto gruppo di ribelli.
Durante l'operazione la sua missione era quella di occupare alcuni crinali, dai quali cacciò il nemico utilizzando bombe a mano e coltelli, proseguendo l'avanzata di propria iniziativa e senza attendere rinforzi, raggiunse una casa in rovina nella quale ricevette l'ordine di fortificarsi. Gli intensi attacchi nemici fecero esitare le truppe, che si ritirarono, permettendo ai ribelli di occupare queste rovine. Con i suoi uomini lanciò un assalto alla casa, che riuscì a riconquistare subendo il 50% di perdite durante questi combattimenti. Per questo fatto fu promosso capitano per meriti di guerra. Fu ferito per la terza volta il 12 giugno 1926 rifiutando nuovamente di essere evacuato e continuò a prestare servizio nelle Fuerzas Regulares Indígenas fino al 1928 quando tornò al Reggimento di Toledo. Il 30 gennaio 1930 fu insignito della Croce laureata dell'Ordine di San Ferdinando. Nel 1930 fu trasferito al Reggimento del Re e l'anno successivo, quando fu proclamata la Repubblica, chiese il pensionamento dall'Esercito, ottenendo il grado di comandante perché insignito della Croce laureata. Fu uno dei primi ad aderire alla Falange Española de las JONS fondata da José Antonio Primo de Rivera.
Durante il corso della Guerra civile spagnola fu imprigionato in zona repubblicana e alla fine del conflitto gli fu conferita la Medalla de Sufrimientos por la Patria  e nel settembre 1940 fu reintegrato in servizio attivo con l'incarico di comandante, assegnato al Battaglione ciclistico n. 1.
Durante la seconda guerra mondiale fu comandante del 1° Battaglione del 262° Reggimento, 250. Infanterie-Division, nella campagna di Russia. Insignito della Croce di Ferro di seconda classe, nel 1944 fu promosso tenente colonnello e fu assegnato alla Scuola di Applicazione e Tiro, per poi comandare il Battaglione Cacciatori di Montagna di La Albuera. Nel 1949 frequentò la Scuola di Applicazione e di Tiro della Fanteria, dove rimase fino alla sua promozione a colonnello nel 1955, quando gli fu affidato il comando del Reggimento di San Quintino e del Reggimento delle Asturie l'anno successivo.
Fu promosso generale di brigata nel 1958 e l'anno successivo passò alla riserva, dove gli fu conferita il rango di generale di divisione. Si spense a Madrid il 6 agosto 1971.

### Fonti
1. 1 2 3 4 5 6 7 8 9 10 11 12 13 14 15 16 17  Real Academia de la Historia.
2. 1 2 3 4 5 6 7 8 9 10 11 12 13 14  Maestranza de Caballeria de San Fernando.
3. ↑  Laverdadnitemeniofende.